# Gladiolus trichonemifolius
Gladiolus trichonemifolius är en irisväxtart som beskrevs av Ker Gawl. Gladiolus trichonemifolius ingår i släktet sabelliljor, och familjen irisväxter. Inga underarter finns listade i Catalogue of Life.